# Władysław Koziełł-Poklewski (pułkownik)
Władysław Koziełł-Poklewski (ur. 29 grudnia 1866, zm. po 1934) – pułkownik piechoty Wojska Polskiego.
1 stycznia 1909 roku, w stopniu kapitana, pełnił służbę w 189 Biłgorajskim Rezerwowym Pułku Piechoty (ros. 189-й пехотный резервный Белгорайский полк), który stacjonował w Warszawie i wchodził w skład 48 Rezerwowej Brygady Piechoty.
Do Wojska Polskiego został przyjęty w 1919 roku. 1 czerwca 1921 roku pełnił służbę w 27 Pułku Piechoty w Częstochowie. 24 października 1921 roku, w związku z przeniesieniem w stały stan spoczynku, dowódca Okręgu Generalnego „Kielce” udzielił mu płatnego urlopu „dla uregulowania spraw osobistych” do 31 grudnia 1921 roku. Z dniem 1 stycznia 1922 roku został przeniesiony w stały stan spoczynku z prawem noszenia munduru.
26 października 1923 roku Prezydent RP Stanisław Wojciechowski zatwierdził go w stopniu pułkownika. W 1923 roku, na emeryturze, mieszkał w miejscowości Nowy Pohost, w ówczesnym powiecie dziśnieńskim, a w 1928 roku w Wilnie. 
22 lutego 1932 roku w Dzienniku Personalnym Ministerstwa Spraw Wojskowych ogłoszono, że „płk piech. w st. spocz. Koziełł-Poklewski Władysław zmarł 2 marca 1924 roku w Warszawie”. 22 grudnia 1934 roku w Dzienniku Personalnym Ministerstwa Spraw Wojskowych sprostowana została data śmierci z 2 marca 1924 roku na 2 marca 1921 roku oraz stopień wojskowy z pułkownika w stanie spoczynku na generała brygady w stanie spoczynku. Wydaje się, że doszło wówczas do oczywistej pomyłki. Podano datę i miejsce śmierci generała porucznika Władysława Koziełł-Poklewskiego. Obaj oficerowie byli rówieśnikami i wywodzili się z armii rosyjskiej. Podobną pomyłkę popełnili autorzy opracowania „Generałowie Polski Niepodległej”, którzy jako datę urodzenia generała Władysława Koziełł-Poklewskiego podali „29 grudnia 1866 roku” zamiast „3 sierpnia 1866 roku”.
W 1934 roku, jako pułkownik ze starszeństwem z 1 czerwca 1919 roku i 45. lokatą w korpusie oficerów stanu spoczynku piechoty, pozostawał w ewidencji Powiatowej Komendy Uzupełnień w Puławach. Posiadał przydział do Oficerskiej Kadry Okręgowej Nr III z przeznaczeniem „do dyspozycji dowódcy OK III”.